# Vasateatern
Vasateatern (также известный как Vasan) — шведский частный театр в центре Стокгольма, один из старейших в стране.

## История и деятельность

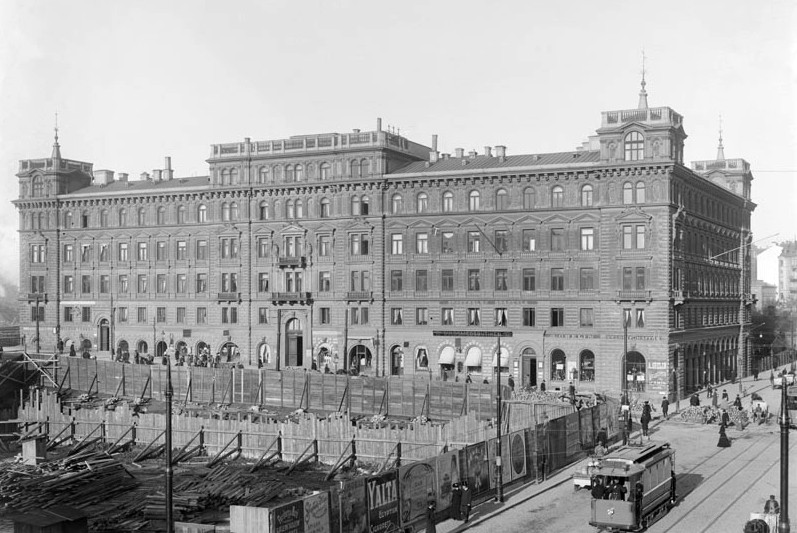
Дом Лундберга

Здание театра было спроектировано архитектором Фредриком Экбергом и находилось на первом этаже в доме Лундберга, построенного в 1885 году другим шведским архитектором — Фредриком Линдстрёмом.
Открытие театра состоялось 30 октября 1886 года. Первым его директором стал Йохана Августа Берндта, который ушёл в отставку уже в апреле 1887 года. В течение следующих двух лет театр возглавлял триумвират из актёров — Анна Норрие, Вильгельм Клоед и Мауриц Грюндер. В 1889 году к руководству театром пришли Август Варберг и Эмиль Стрёмберг. В 1893—1895 годах театром самостоятельно руководил Август Варберг.

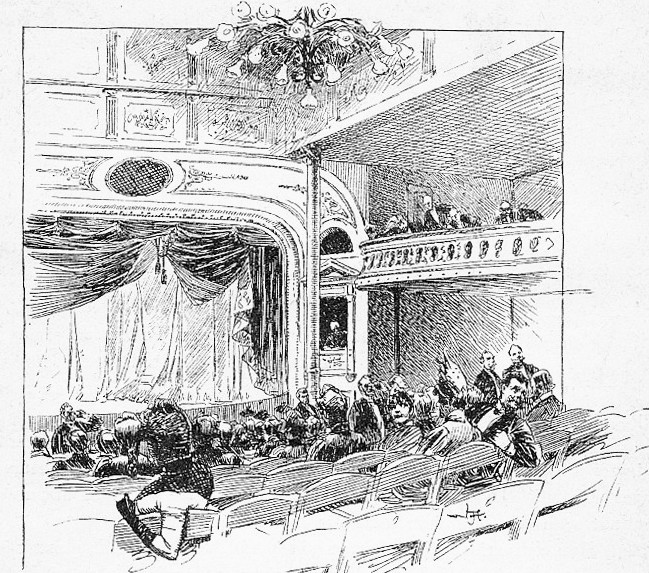
Зал Vasateatern в 1889 году

Новая эра в деятельности театра началась в 1895 году, когда его директором стал Альберт Ранфт, руководивший Vasateatern по 1928 год. Современники называли его «Театральным императором Стокгольма». Альберт Ранфт поставил большое количество французских и британских произведений. У него были личные контакты со многими из самых популярных европейских драматургов того времени, включая Джорджа Бернарда Шоу; он успешно поставил в Швеции многие комедийные пьесы того времени. Среди них: «Как важно быть серьёзным» Оскара Уайльда, «Ты никогда не сможешь сказать» и «Major Barbara» Бернарда Шоу, а также «Jack Straw» Сомерсета Моэма. Среди популярных французских драматургов в театре были представлены: Жорж Фейдо и Жорж Берр. Из числа шведских авторов предпочитал Августа Стриндберга.
В 1931—1935 годах театром руководили Йёста Экман и Пер Линдберг. В 1936 году их сменила Марта Лундхольм, которая возглавляла театр до 1952 года. Карл Герхард и его сын Пер Герхард были директорами Vasateatern с 1952 года. После смерти отца в 1964 году, Пер Герхард продолжал управлять театром самостоятельно до 1984 года. С 1984 года директором театра стал Йоран Линдгрен, проработавший по 1998 год — в этот период времени Vasateatern принадлежал группе театральных компаний Sandrews. В 1998 году Шведская королевская опера, которой требовалась дополнительная сцена для оперных и балетных представлений, использовала помещение Vasateatern. В 2004 году театр был продан подрядчику, который управлял им через компанию Vasan AB.
В середине 2000-х годов театр был закрыт в связи с обширной реконструкции в районе. Его работа после масштабного ремонта возобновилась осенью 2016 года, когда был показан спектакль Джо Лаберо «A Magic World». Театр продолжает работать в настоящее время, его зал рассчитан на 320 мест в партере и 150 — на балконе. Но из чисто театрального помещения он был тщательно перестроен также в место проведения конференций и других мероприятий на 600 мест для сидения.

## Персоналии
За время работы театра многие великие драматические и оперные актёры появлялись на его сцене: Май-Бритт Нильссон, Бёрье Альстедт, Ярл Кулле, Инга Тидблад, Эдвин Адольфсон, Карл-Густаф Линдстедт, Инга Джилл, Хьордис Петтерсон, Гуннар Бьёрнстранд, Пер Обель, Сив Эрикс, Стиг Яррел и другие.